# Stadion am Hölzchen
Le Stadion am Hölzchen, auparavant connu sous le nom de Wilhelm-Helfers-Kampfbahn, est un stade de football allemand situé dans la ville de Stendal, en Saxe-Anhalt.
Le stade, doté de 6 000 places et inauguré en 1909, est l'enceinte à domicile du club de football du 1. FC Lok Stendal.

## Histoire
Le stade est ouvert en 1909, et est tout d'abord utilisé par le club de football du Viktoria Stendal.
Après la Seconde Guerre mondiale, le stade devient la nouvelle enceinte de l'Eintracht Stendal, puis en 1950 du BSG Lokomotive Stendal.
En 1951, le stade est renommé Wilhelm-Helfers-Kampfbahn en hommage à Wilhelm Helfers, puis est rénové en 1968 (sa capacité étant augmentée à 15 000 places assises).
Le record d'affluence au stade est de 14 000 spectateurs, lors d'une défaite 3-0 du Lokomotive Stendal contre l'Union Berlin le 31 mai 1970.
En 2000, le stade reprend son nom originel de Stadion am Hölzchen.
Au début des années 2000, le stade est démoli pour qu'un nouveau stade soit reconstruit au même emplacement en 2004, de 6 000 places cette fois (1000 assises et 5000 debout).